# 마츠카제 아키라
마츠카제 아키라(일본어: 松風 輝 まつかぜ あきら[*], 12월 25일 - )는 다카라즈카 가극단 소라구미에 소속된 남역이다. 현 소라구미 부조장이다.
효고현 다카라즈카시, 현립 다카라즈카 키타 고등학교 출신이다. 키 167cm, 애칭은 "맛푸-", "아카리"이다.

## 약력
2004년, 다카라즈카 음악학교 입학.
2006년, 다카라즈카 가극단 92기생으로 입단. 입단 당시 성적은 7번. 소라구미 공연 「NEVER SAY GOODBYE」로 초무대. 그 후, 소라구미에 배속.
2021년 5월 11일자로 소라구미 부조장에 취임.
2023년 6월 11일 前주조 조장이었던 코토부키 츠카사의 퇴단으로 6월 12일 주조 조장으로 취임하였다.

## 주요 무대
| 기간 (월)       | 소속 | 제목                                                | 공연장                               | 배역                                            | 비고                   |
| --------------- | ---- | --------------------------------------------------- | ------------------------------------ | ----------------------------------------------- | ---------------------- |
| 2006년          |      |                                                     |                                      |                                                 |                        |
| 3 - 5           | 無   | NEVER SAY GOODBYE                                   | 다카라즈카 대극장                    |                                                 | 초무대소라구미 공연    |
| 5 - 7           | 소라 | NEVER SAY GOODBYE                                   | 도쿄 다카라즈카 극장                 |                                                 |                        |
| 11 - 2007년 2   | 소라 | 유신회천 료마전                                     | 다카라즈카 극장 도쿄 다카라즈카 극장 |                                                 |                        |
| 11 - 2007년 2   | 소라 | 더 클래식                                           | 다카라즈카 극장 도쿄 다카라즈카 극장 |                                                 |                        |
| 2007년          |      |                                                     |                                      |                                                 |                        |
| 3               | 소라 | 헬로! 댄싱                                          | 바우홀                               |                                                 |                        |
| 6 - 9           | 소라 | 발렌시아의 뜨거운 꽃                                | 다카라즈카 극장 도쿄 다카라즈카 극장 | 안토니오 (신인공연)                             | 본역 : 카자리 진       |
| 6 - 9           | 소라 | 소라 FANTASISTA!                                    | 다카라즈카 극장 도쿄 다카라즈카 극장 |                                                 |                        |
| 2008년          |      |                                                     |                                      |                                                 |                        |
| 2 - 5           | 소라 | 여명의 바람                                         | 다카라즈카 극장 도쿄 다카라즈카 극장 |                                                 |                        |
| 2 - 5           | 소라 | Passion 사랑의 여행                                 | 다카라즈카 극장 도쿄 다카라즈카 극장 |                                                 |                        |
| 6 - 7           | 소라 | 순정                                                | 바우홀                               |                                                 |                        |
| 9 - 12          | 소라 | Paradise Prince                                     | 다카라즈카 극장 도쿄 다카라즈카 극장 |                                                 |                        |
| 9 - 12          | 소라 | 댄싱 포 유                                          | 다카라즈카 극장 도쿄 다카라즈카 극장 |                                                 |                        |
| 2009년          |      |                                                     |                                      |                                                 |                        |
| 2 - 3           | 소라 | 역전재판 -되살아나는 진실-                          | 바우홀 일본청년관                    |                                                 |                        |
| 4 - 7           | 소라 | 장미에 내리는 비                                    | 다카라즈카 극장 도쿄 다카라즈카 극장 |                                                 |                        |
| 4 - 7           | 소라 | Amour 그것은...                                     | 다카라즈카 극장 도쿄 다카라즈카 극장 |                                                 |                        |
| 8               | 소라 | 오오에 야마카전                                     | 하카타좌                             | 나나쿄쿠                                        |                        |
| 8               | 소라 | Apasionado!! Ⅱ                                      | 하카타좌                             |                                                 |                        |
| 11 - 2010년 2   | 소라 | 카사블랑카                                          | 다카라즈카 극장 도쿄 다카라즈카 극장 | 하인츠 (신인공연)                               | 본역 : 카자리 진       |
| 2010년          |      |                                                     |                                      |                                                 |                        |
| 3               | 소라 | Je Chante -끝없는 갈채-                             | 바우홀                               | 가르송                                          |                        |
| 5 - 8           | 소라 | TRAFALGAR                                           | 다카라즈카 극장 도쿄 다카라즈카 극장 | 탈레랑 (신인공연)                               | 본역 : 카자하네 레이아 |
| 5 - 8           | 소라 | 펑키 선샤인                                         | 다카라즈카 극장 도쿄 다카라즈카 극장 |                                                 |                        |
| 9               | 소라 | 긴짱의 사랑                                         | 전국투어                             | 타치바나노 코분                                 |                        |
| 11 - 2011월 1일 | 소라 | 누구를 위하여 종을 울린다                           | 다카라즈카 극장 도쿄 다카라즈카 극장 | 듀발 참모장 (신인공연)                          | 본역 : 아모우 타마키   |
| 2011년          |      |                                                     |                                      |                                                 |                        |
| 3               | 소라 | 발렌티노                                            | 드라마시티                           |                                                 |                        |
| 5 - 8           | 소라 | 아름다운 생애                                       | 다카라즈카 극장 도쿄 다카라즈카 극장 | 토요토미 히데요시 (신인공연)                    | 본역 : 미사 노에루     |
| 5 - 8           | 소라 | 루나로사                                            | 다카라즈카 극장 도쿄 다카라즈카 극장 |                                                 |                        |
| 8               | 소라 | 발렌티노                                            | 일본청년관                           |                                                 |                        |
| 10 - 12         | 소라 | 클라시코 이탈리아노                                 | 다카라즈카 극장 도쿄 다카라즈카 극장 | 체자레 로렌초 후작 (신인공연)                   | 본역 : 호쇼 다이       |
| 10 - 12         | 소라 | NICE GUY!!                                          | 다카라즈카 극장 도쿄 다카라즈카 극장 |                                                 |                        |
| 2012년          |      |                                                     |                                      |                                                 |                        |
| 1 - 2           | 소라 | 로버트 캐퍼 귀신의 기록                             | 바우홀 일본청년관                    | 후크 블록                                       |                        |
| 4 - 7           | 소라 | 화려한 나날                                         | 다카라즈카 극장 도쿄 다카라즈카 극장 | 잭 하비 크롬웰 경감 (신인공연)                  | 본역 : 코토부키 츠카사 |
| 4 - 7           | 소라 | 크라이맥스                                          | 다카라즈카 극장 도쿄 다카라즈카 극장 |                                                 |                        |
| 8 - 11          | 소라 | 은하영웅전설@TAKARAZUKA                             | 다카라즈카 극장 도쿄 다카라즈카 극장 | 글레이저 크라우스 폰 리히텐라데 후작 (신인공연) | 본역 : 이소노 치히로   |
| 2013년          |      |                                                     |                                      |                                                 |                        |
| 1               | 소라 | 은하영웅전설@TAKARAZUKA                             | 하카타좌                             | 크라우스 폰 리히텐라데 후작                     |                        |
| 3 - 6           | 소라 | 몬테 크리스토 백작                                  | 다카라즈카 극장 도쿄 다카라즈카 극장 | 핫산                                            |                        |
| 3 - 6           | 소라 | Amour de 99!! -99년의 사랑-                         | 다카라즈카 극장 도쿄 다카라즈카 극장 |                                                 |                        |
| 7 - 8           | 소라 | 덧없는 사랑                                         | 전국투어                             | 블러드피시                                      |                        |
| 7 - 8           | 소라 | Amour de 99!! -99년의 사랑-                         | 전국투어                             |                                                 |                        |
| 9 - 12          | 소라 | 바람과 함께 사라지다                                | 다카라즈카 극장 도쿄 다카라즈카 극장 | 피터                                            |                        |
| 2014년          |      |                                                     |                                      |                                                 |                        |
| 2 - 3           | 소라 | 날개 있는 사람들 -브람스와 클라라 슈만              | 드라마시티 일본청년관                | 오토 베젠돈크 / 루이제의 남편                   |                        |
| 5 - 7           | 소라 | 베르사이유의 장미 -오스칼 편-                       | 다카라즈카 극장 도쿄 다카라즈카 극장 | 필립                                            |                        |
| 9               | 소라 | SANCTUARY                                           | 바우홀                               | 코리니 제독                                     |                        |
| 11 - 2015년 2   | 소라 | 백야의 맹세 -구스타프 3세, 긍지 높은 왕의 전투-     | 다카라즈카 극장 도쿄 다카라즈카 극장 | 요한슨                                          |                        |
| 11 - 2015년 2   | 소라 | PHOENIX 다카라즈카!! -소생하는 사랑-                | 다카라즈카 극장 도쿄 다카라즈카 극장 |                                                 |                        |
| 2015년          |      |                                                     |                                      |                                                 |                        |
| 4               | 소라 | New Wave! -소라-                                    | 바우홀                               |                                                 |                        |
| 6 - 8           | 소라 | 왕가에 바치는 노래                                  | 다카라즈카 극장 도쿄 다카라즈카 극장 | 신관 메우                                       |                        |
| 10              | 소라 | 상속인의 초상                                       | 바우홀                               | 필립스                                          |                        |
| 2016년          |      |                                                     |                                      |                                                 |                        |
| 1 - 3           | 소라 | Shakespeare ~하늘에 가득찬다는 것은 끝없는 말의 잎~ | 다카라즈카 극장 도쿄 다카라즈카 극장 | 존 셰익스피어                                   |                        |
| 1 - 3           | 소라 | HOT EYES!!                                          | 다카라즈카 극장 도쿄 다카라즈카 극장 |                                                 |                        |
| 5               | 소라 | 뱀파이어 석세션                                     | 드라마시티 KAAT카나가와예술극장      | 크리스토퍼                                      |                        |
| 7 - 10          | 소라 | 엘리자베트 -사랑과 죽음의 론도-                     | 다카라즈카 극장 도쿄 다카라즈카 극장 | 휴브너 남작                                     |                        |
| 11 - 12         | 소라 | 발렌시아의 뜨거운 꽃                                | 전국투어                             | 레오 장군                                       |                        |
| 11 - 12         | 소라 | HOT EYES!!                                          | 전국투어                             |                                                 |                        |
| 2017년          |      |                                                     |                                      |                                                 |                        |
| 2 - 4           | 소라 | 왕비의 관-Château de la Reine-                      | 다카라즈카 극장 도쿄 다카라즈카 극장 | 무논                                            |                        |
| 2 - 4           | 소라 | VIVA! FESTA!                                        | 다카라즈카 극장 도쿄 다카라즈카 극장 |                                                 |                        |
| 8 - 11          | 소라 | 신들의 토지                                         | 다카라즈카 극장 도쿄 다카라즈카 극장 | 니콜라이 2세                                    |                        |
| 8 - 11          | 소라 | 클래시컬 비쥬                                       | 다카라즈카 극장 도쿄 다카라즈카 극장 |                                                 |                        |
| 2018년          |      |                                                     |                                      |                                                 |                        |
| 1               | 소라 | WEST SIDE STORY                                     | 도쿄국제포럼                         | 크라푸키 순경                                   |                        |
| 3 - 6           | 소라 | 하늘은 붉은 강가                                    | 다카라즈카 극장 도쿄 다카라즈카 극장 | 토토메스                                        |                        |
| 3 - 6           | 소라 | 시트러스의 바람 -Sunrise-                           | 다카라즈카 극장 도쿄 다카라즈카 극장 |                                                 |                        |
| 8               | 소라 | 허슬 메이츠!                                        | 바우홀                               |                                                 |                        |
| 10 - 12         | 소라 | 시라사기의 성                                       | 다카라즈카 극장 도쿄 다카라즈카 극장 | 전상인                                          |                        |
| 10 - 12         | 소라 | 이방인들의 르네상스                                 | 다카라즈카 극장 도쿄 다카라즈카 극장 | 안드레아 델 벨로키오                            |                        |
| 2019년          |      |                                                     |                                      |                                                 |                        |
| 2               | 소라 | 검은 눈동자                                         | 하카타좌                             | 밀로노프 대위 / 레인스도로프 장군               |                        |
| 2               | 소라 | VIVA! FESTA! in HAKATA                              | 하카타좌                             |                                                 |                        |
| 4 - 7           | 소라 | 오션스 11                                           | 다카라즈카 극장 도쿄 다카라즈카 극장 | 리카르도                                        |                        |
| 9               | 소라 | 릿츠 호텔만큼 큰 다이아몬드                         | 바우홀                               | 톰                                              |                        |
| 11 - 2020년 2   | 소라 | El Japón -이스파니아의 사무라이-                    | 다카라즈카 극장 도쿄 다카라즈카 극장 | 나이토 한쥬로                                   |                        |
| 11 - 2020년 2   | 소라 | 아쿠아비테 (aquavitae)!!』                          | 다카라즈카 극장 도쿄 다카라즈카 극장 |                                                 |                        |
| 2020년          |      |                                                     |                                      |                                                 |                        |
| 8 - 9           | 소라 | FLYING SAPA                                         | 우메다 예술극장 일생극장             | 테우더 / 소년                                   |                        |
| 11 - 2021년 2   | 소라 | 아나스타시아                                        | 다카라즈카 극장 도쿄 다카라즈카 극장 | 레오보르드 백작                                 |                        |
| 2021년          |      |                                                     |                                      |                                                 |                        |
| 4               | 소라 | Hotel Svizra House                                  | 도쿄건물 Brillia HALL                | 페터 슈미트                                     |                        |
| 6 - 9           | 소라 | 셜록 홈즈 -The Game Is Afoot!-                      | 다카라즈카 극장 도쿄 다카라즈카 극장 | 폰 헬더                                         |                        |
| 6 - 9           | 소라 | Délicieux -감미로운 파리-                           | 다카라즈카 극장 도쿄 다카라즈카 극장 |                                                 |                        |
| 11 - 12         | 소라 | 프로미세스, 프로미세스                              | 드라마시티 도쿄건물 Brillia HALL     | 마이크 커크비                                   |                        |
| 2022년          |      |                                                     |                                      |                                                 |                        |
| 2 - 5           | 소라 | NEVER SAY GOODBYE                                   | 다카라즈카 극장 도쿄 다카라즈카 극장 | 파올로 카레라스                                 |                        |
| 6 - 7           | 소라 | 카르트 와인                                         | 도쿄건물 Brillia HALL 드라마시티     | 디에고 말라디에가 / 멜릭 랜돌프                 |                        |
| 8 - 11          | 소라 | HiGH&LOW -THE PREQUEL-                              | 다카라즈카 극장 도쿄 다카라즈카 극장 | GEN                                             |                        |
| 8 - 11          | 소라 | Capricciosa!!                                       | 다카라즈카 극장 도쿄 다카라즈카 극장 |                                                 |                        |

## 출연 이벤트
- 2006년 9월, TCA 스페셜 2006 『원더플 드리머스』 (코러스)
- 2007년 9월, 『TAKARAZUKA SKY STAGE5th Anniversary Special』 (코러스)
- 2008년 7월, 『다카라즈카 파리제 2008』
- 2009년 12월, 다카라즈카 스페셜 2009『WAY TO GLORY』 (코러스)
- 2018년 2월, 『소라구미 탄생 20주년 기념 이벤트』